# Entetraommatus
Entetraommatus es un género de escarabajos longicornios de la subfamilia Cerambycinae. Fue descrito por Warren Samuel Fisher en 1940.

## Especies
- Entetraommatus christinae Holzschuh, 2016
- Entetraommatus imbecillus Holzschuh, 1998
- Entetraommatus quercicola Fisher, 1940
- Entetraommatus trifasciatus Niisato y Lin, 2016